# Harold Acton
Pour les articles homonymes, voir Acton.

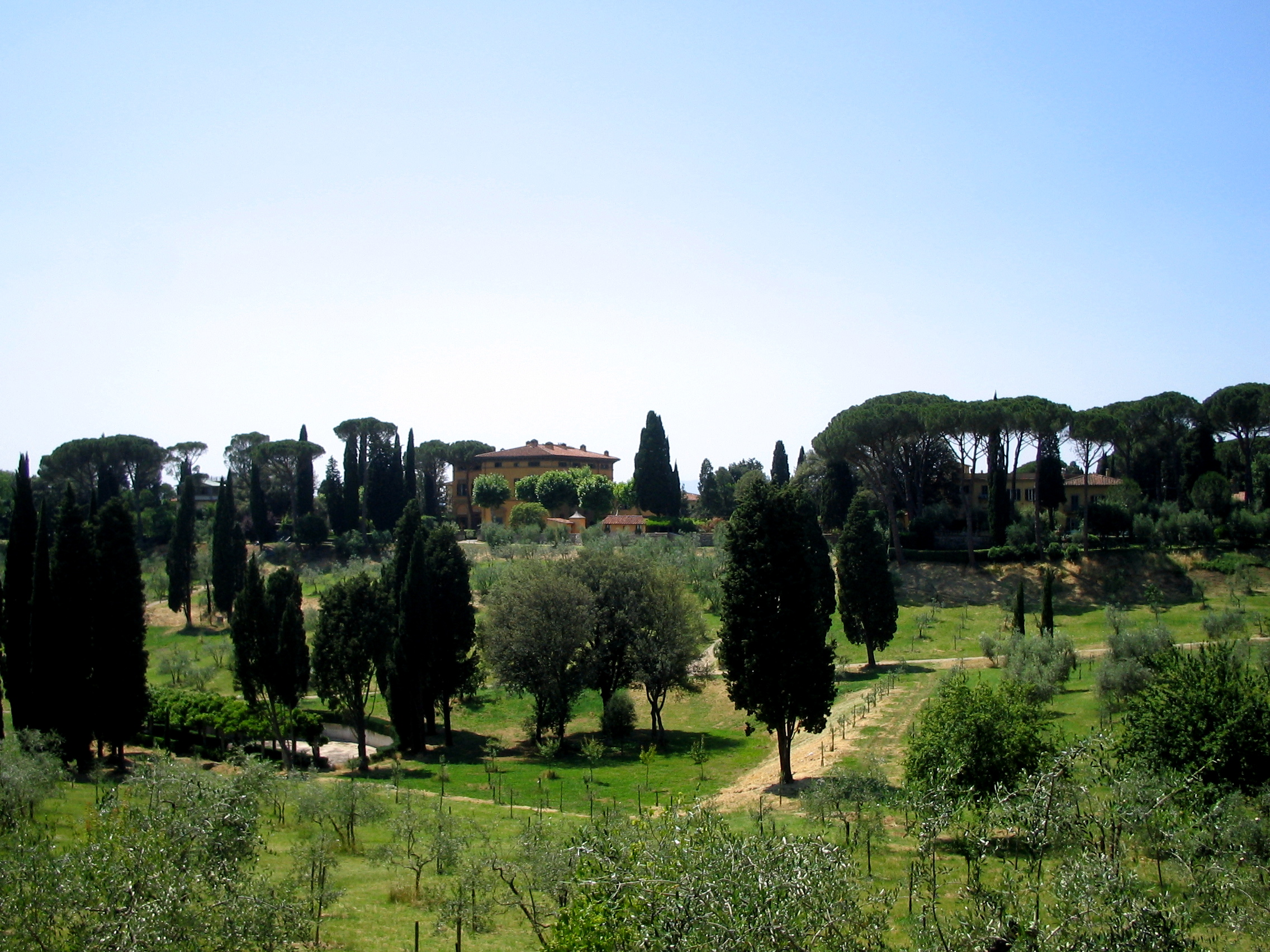
La Pietra

Harold Mario Mitchell Acton (5 juillet 1904 à la Villa La Pietra – 27 février 1994) est un écrivain, universitaire, sinologue, collectionneur d'art et dilettante anglo-américain qui passa la majeure partie de sa vie en Toscane. On a cru, à tort, que c'était lui qui avait inspiré le personnage d'Anthony Blanche dans le roman d'Evelyn Waugh, Retour à Brideshead (1945). 
Tout comme Bernard Berenson quarante ans avant lui, Harold Acton fut l'une des personnalités les plus célèbres des « Anglo-Américains de Toscane » et sa propriété de La Pietra devint le lieu de passage obligé de toute une société intellectuelle, mondaine et cosmopolite, à l'instar de la Villa I Tatti en son temps.

## Biographie

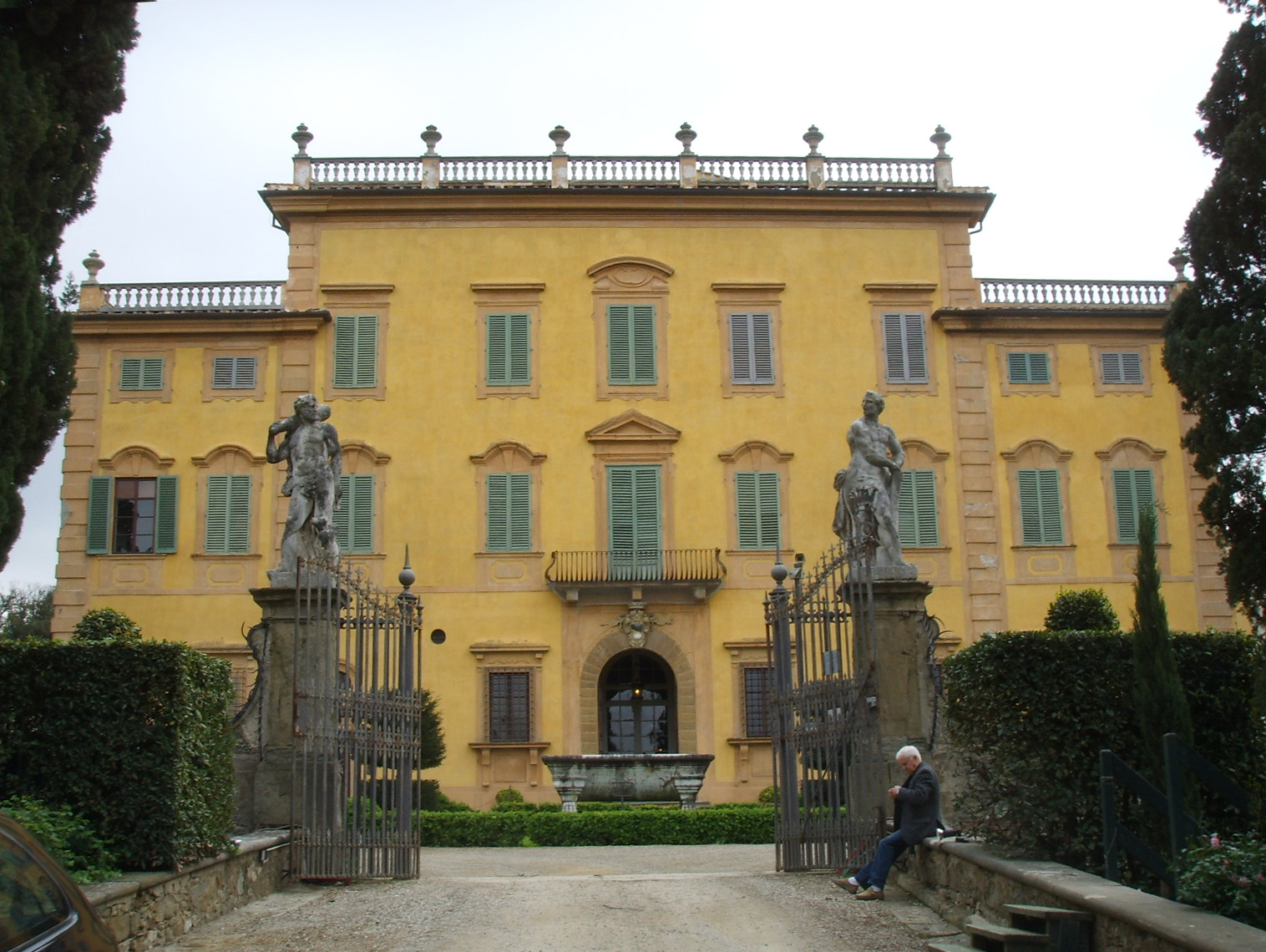
La Pietra : la façade principale

Acton naquit dans une famille anglo-italienne. Son père était le collectionneur d'art Arthur Acton (1873-1953) et sa mère, Hortense Mitchell (1871-1962), était l'héritière d'une importante famille de banquiers de Chicago. La fortune des Mitchell permit à Arthur d'acheter la remarquable Villa La Pietra, sur les hauteurs de Florence, où Harold vécut presque toute sa vie et qu’il légua après sa mort à l'université de New York. Les seuls meubles modernes dans la villa se trouvaient dans les nurseries, et on s'en débarrassa lorsque les enfants — Harold avait un frère, William (1906-1945) — furent plus grands.
Après des études à Eton puis à Christ Church (Oxford), Acton partit en 1932 pour Pékin, où il vécut plusieurs années. Il traduisit en anglais divers recueils de poèmes et de contes chinois. Quand éclata la Seconde Guerre mondiale, il regagna l'Angleterre et s'engagea dans la RAF. Après la guerre, il passa l'essentiel de son existence à La Pietra.
C'est là qu'il mourut en 1994, à l'âge de 89 ans. Il est enterré au cimetière des Allori, dans la proche banlieue de Florence.

## Principaux ouvrages
Parmi les œuvres d'Acton on note Mémoires d'un esthète. Dans Les Bourbons de Naples, 1731-1825, chronique événementielle du royaume de Naples sous le règne des Bourbons, Acton expose les bouleversements politiques de l'Italie du Sud au XVIIIe siècle tout en mettant l'accent sur sa métamorphose artistique et sur les origines du Grand Tour. Tout au long de son existence, Harold Acton affirma être un descendant de Sir John Acton, qui fut Premier ministre de Naples durant cette période, mais il n'existe aucune preuve permettant d'établir cette relation. On lui doit aussi Pivoines et Poneys, le livre satirique le plus populaire écrit sur les heurts entre la culture européenne et la culture chinoise, inspiré par son long séjour à Pékin.

## Héritage
À sa mort, c'est l'Université de New York qui reçoit l'essentiel de sa fortune, notamment la Villa La Pietra, un des plus importants legs jamais effectué à une université. Mais les héritiers d'une demi-sœur — par le père — d'Harold contestent en justice ce legs de 500 millions de dollars, bien que l'essentiel du patrimoine soit issu de sa mère. L'affaire est toujours en cours en 2015.

## Décorations
- 1974 : Chevalier commandeur de l'ordre de l'Empire britannique (KBE).
- Knight Bachelor

## Œuvres
- An Indian ass, 1925
- Les Derniers Médicis, Perrin, 1984 ; 2002
- Les Bourbons de Naples, Perrin, 1986 ; 1999.
- Mémoires d'un esthète, t. 1, Julliard, 1991 ; t. 2, Julliard, 1992
- Pivoines et Poneys, Rivages/Poche, 1992
- Prince Isidore, Salvy, 1998